# ZZ Водолея
ZZ Водолея (лат. ZZ Aquarii) — одиночная переменная звезда в созвездии Водолея на расстоянии (вычисленном из значения параллакса) приблизительно 6394 световых лет (около 1960 парсеков) от Солнца. Видимая звёздная величина звезды — от +12,9m до +10,9m.

## Характеристики
ZZ Водолея — красная пульсирующая полуправильная переменная звезда типа SRA (SRA) спектрального класса M. Эффективная температура — около 3303 К.